# Reprezentacja Malty w koszykówce mężczyzn
Reprezentacja Malty w koszykówce mężczyzn - drużyna, która reprezentuje Maltę w koszykówce mężczyzn. Za jej funkcjonowanie odpowiedzialny jest Maltański Związek Koszykówki (MBA). Nigdy nie udało jej się zakwalifikować do Mistrzostw Europy, Mistrzostw Świata, czy Igrzysk Olimpijskich. Aktualnie występuje w Dywizji C.